# Thomas Hearns
Thomas Hearns (Memphis, Tennessee: 18 de octubre de 1958) es un exboxeador de los Estados Unidos. Apodado "The Hitman" fue campeón del mundo en peso wélter, peso superwélter, peso mediano, peso super mediano, peso semipesado y peso crucero. Fue uno de los grandes boxeadores de su generación, que estuvo plagada de estrellas como Marvin Hagler, Sugar Ray Leonard, Roberto Duran y Wilfred Benitez entre los más destacados. Tenía una potencia de puños, rapidez y largos brazos que le daban un gran poder de alcance y definición. 

## Historia

### Inicios
Thomas Hearns empezó a practicar boxeo desde chico en Memphis, Tennessee, USA. Como amateur disputó 155 combates ganando 147, fue campeón nacional en peso wélter en 1977. Siendo amateur solo logra 11 KO pero eso no importó ya que cuando se hizo profesional en el año 1977 se gana el apodo "The Hitman" (El sicario) ya que encuentra en el campo profesional lo que no conseguía siendo amateur: La demolición de sus oponentes.
Tras ganar 28 combates como profesional se gana el derecho de pelear por el título mundial AMB peso wélter el 2 de agosto de 1980 venciendo al mexicano Pipino Cuevas con un KO brutal en el 2º round donde un primer golpe lo deja zumbando como una abeja en su mismo sitio y el segundo lo aniquila y lo manda a la lona. Ese mismo año lo eligen boxeador del año. Tuvo 3 defensas exitosas, el 6 de diciembre del 80 ante el venezolano Primera al que noqueo en el 6.º asalto, luego en abril del 81 ante su compatriota Shields con KO técnico en el decimosegundo asalto y por KO en el 4.º asalto en junio del 81 ante el dominicano Pablo Báez. El 16 de septiembre de 1981 en su cuarta defensa y además unión de los títulos AMB y CMB pierde el cinturón ante Sugar Ray Leonard campeón de la CMB, cuando el árbitro para la pelea en el round 14.
El 3 de diciembre de 1982 vuelve a ser campeón del mundo del peso wélter del CMB al vencer en 15 asaltos, en una pareja y encarnizada batalla al campeón del mundo Wilfred Benitez (por decisión dividida) luego retuvo 4 veces el título, en la tercera defensa en 1984 vence con un demoledor KO en el 2.º asalto a otra leyenda del boxeo mundial: Roberto Durán y sigue reteniendo el título del mundo AMB peso wélter, además es elegido por 2º vez boxeador del año.

### Hagler vs. Hearns
Luego sube a la categoría mediano, donde en el más publicitado y esperado combate de dos grandes campeones llamado "La pelea del año" el 15 de abril de 1985 pierde ante Marvin Hagler en el tercer asalto con un KO brutal por parte de Hagler.

### Regreso
En 1987 sube al peso semipesado en donde noquea a Dennis Andries y gana el título del mundo CMB, además pelea en peso medio y se consagra campeón del mundo CMB al vencer a Juan Roldán, ese mismo año el CMB lo despoja de su título de peso Súperwélter que aun nadie le había quitado.
Thomas Hearns en 1988 logra su quinto título mundial en el peso supermediano al vencer a James Kinchen. En 1989 retiene su título del CMB peso supermediano al empatar ante Sugar Ray Leonard. En 1991 vuelve a ser campeón en el peso semipesado al vencer a Virgin Hill, este título lo perdería un año después ante Iran Barkley.   En 1994 se consagra campeón del mundo por 7º vez, al vencer a Dan Ward por ko en el 1º round, en el peso crucero de la NABF. En 1999 gana el título peso crucero versión IBO que luego perdería ante Uriah Grant el 8 de abril de 2000 cuando pondría fin a su exitosa carrera como boxeador profesional.

## Récord profesional
| 61 Victorias (48 knockouts), 5 Derrotas (4 knockouts), 1 Empate |        |                          |      |               |            |                                                      |                                                                             |
| Res.                                                            | Récord | Rival                    | Tipo | Rd., Tiempo   | Día        | Lugar                                                | Notas                                                                       |
| Victoria                                                        | 61-5-1 | Shannon Landberg         | TKO  | 10 (10), 1:35 | 2006-02-04 | The Palace of Auburn Hills, Auburn Hills, Míchigan   |                                                                             |
| Victoria                                                        | 60-5-1 | John Long                | TKO  | 9 (10)        | 2005-07-30 | Cobo Arena, Detroit, Míchigan                        |                                                                             |
| Derrota                                                         | 59-5-1 | Uriah Grant              | RTD  | 2 (12), 3:00  | 2000-04-08 | Joe Louis Arena, Detroit, Míchigan                   | Pierde título OIB peso crucero.                                             |
| Victoria                                                        | 59-4-1 | Nate Miller              | UD   | 12            | 1999-04-10 | M.E.N. Arena, Mánchester, Gran Mánchester            | Gana título vacante OIB peso crucero.                                       |
| Victoria                                                        | 58-4-1 | Jay Snyder               | KO   | 1 (10), 1:28  | 1998-11-06 | Joe Louis Arena, Detroit, Míchigan                   |                                                                             |
| Victoria                                                        | 57-4-1 | Ed Dalton                | KO   | 5 (10), 2:47  | 1997-01-31 | Great Western Forum, Inglewood, California           |                                                                             |
| Victoria                                                        | 56-4-1 | Karl Willis              | KO   | 5 (10)        | 1996-11-29 | Roanoke Civic Center, Roanoke, Virginia              |                                                                             |
| Victoria                                                        | 55-4-1 | Earl Butler              | UD   | 10            | 1995-09-26 | The Palace of Auburn Hills, Auburn Hills, Míchigan   |                                                                             |
| Victoria                                                        | 54-4-1 | Lenny LaPaglia           | TKO  | 1 (12), 2:55  | 1995-03-31 | Detroit, Míchigan                                    | Gana título vacante WBU peso crucero.                                       |
| Victoria                                                        | 53-4-1 | Freddie Delgado          | UD   | 12            | 1994-02-19 | Charlotte Coliseum, Charlotte, Carolina del Norte    | Retiene título NABF peso crucero.                                           |
| Victoria                                                        | 52-4-1 | Dan Ward                 | TKO  | 1 (12), 2:09  | 1994-01-29 | MGM Grand Garden Arena, Las Vegas, Nevada            | Gana título vacante NABF peso crucero.                                      |
| Victoria                                                        | 51-4-1 | Andrew Maynard           | TKO  | 1 (10), 2:34  | 1993-11-06 | Caesars Palace, Las Vegas, Nevada                    |                                                                             |
| Derrota                                                         | 50-4-1 | Iran Barkley             | SD   | 12            | 1992-03-20 | Caesars Palace, Las Vegas, Nevada                    | Pierde título mundial AMB peso semipesado.                                  |
| Victoria                                                        | 50-3-1 | Virgil Hill              | UD   | 12            | 1991-06-03 | Caesars Palace, Las Vegas, Nevada                    | Gana título mundial AMB peso semipesado.                                    |
| Victoria                                                        | 49-3-1 | Ken Atkins               | TKO  | 3 (10), 2:08  | 1991-06-03 | Aloha Stadium, Honolulu, Hawái                       |                                                                             |
| Victoria                                                        | 48-3-1 | Kemper Morton            | KO   | 2 (10), 2:02  | 1991-02-11 | Great Western Forum, Inglewood, California           |                                                                             |
| Victoria                                                        | 47-3-1 | Michael Olajide          | UD   | 12            | 1990-04-28 | Trump Taj Mahal, Atlantic City, Nueva Jersey         | Retiene título OMB peso supermediano.                                       |
| Empate                                                          | 46-3-1 | Sugar Ray Leonard        | PTS  | 12            | 1989-06-12 | Caesars Palace, Las Vegas, Nevada                    | Retiene título OMB y pelea por título CMB peso supermediano.                |
| Victoria                                                        | 46–3   | James Kinchen            | MD   | 12            | 1988-11-04 | Hilton Hotel, Las Vegas, Nevada                      | Gana título NABF y título mundial vacante OMB peso supermediano.            |
| Derrota                                                         | 45–3   | Iran Barkley             | TKO  | 3 (12), 2:39  | 1988-06-06 | Hilton Hotel, Las Vegas, Nevada                      | Pierde título mundial CMB peso mediano.                                     |
| Victoria                                                        | 45–2   | Juan Roldán              | KO   | 4 (12), 2:01  | 1987-10-29 | Hilton Hotel, Las Vegas, Nevada                      | Gana título mundial CMB peso mediano.                                       |
| Victoria                                                        | 44–2   | Dennis Andries           | TKO  | 10 (12), 1:26 | 1987-03-07 | Cobo Hall, Detroit, Míchigan                         | Gana título mundial CMB peso semipesado.                                    |
| Victoria                                                        | 43–2   | Doug DeWitt              | UD   | 12            | 1986-10-17 | Cobo Arena, Detroit, Míchigan                        | Retiene título NABF peso mediano                                            |
| Victoria                                                        | 42–2   | Mark Medal               | TKO  | 8 (12), 2:20  | 1986-06-23 | Caesars Palace, Las Vegas, Nevada                    | Retiene título mundial CMB y The Ring peso superwélter.                     |
| Victoria                                                        | 41–2   | James Shuler             | KO   | 1 (12), 1:13  | 1986-03-10 | Caesars Palace, Las Vegas, Nevada                    | Gana título NABF peso mediano                                               |
| Derrota                                                         | 40–2   | Marvin Hagler            | TKO  | 3 (12), 1:52  | 1985-04-15 | Caesars Palace, Las Vegas, Nevada                    | Pelea por título mundial CMB, AMB, FIB, y The Ring peso mediano.            |
| Victoria                                                        | 40–1   | Fred Hutchings           | TKO  | 3 (15), 2:56  | 1984-09-15 | Civic Center, Saginaw, Míchigan                      | Retiene título mundial CMB y The Ring peso superwélter.                     |
| Victoria                                                        | 39–1   | Roberto Durán            | TKO  | 2 (12)        | 1984-06-15 | Caesars Palace, Las Vegas, Nevada                    | Retiene título mundial CMB y The Ring peso superwélter.                     |
| Victoria                                                        | 38–1   | Luigi Minchillo          | UD   | 12            | 1984-02-11 | Joe Louis Arena, Detroit, Míchigan                   | Retiene título mundial CMB y The Ring peso superwélter.                     |
| Victoria                                                        | 37–1   | Murray Sutherland        | UD   | 10            | 1983-07-10 | Caesars Atlantic City, Atlantic City, Nueva Jersey   | Retiene título mundial CMB y gana título vacante The Ring peso superwélter. |
| Victoria                                                        | 36–1   | Wilfred Benítez          | MD   | 15            | 1982-12-03 | Superdome, New Orleans, Louisiana                    | Gana título mundial CMB peso superwélter.                                   |
| Victoria                                                        | 35–1   | Jeff McCracken           | TKO  | 8 (10), 1:29  | 1982-07-25 | Cobo Hall, Detroit, Míchigan                         |                                                                             |
| Victoria                                                        | 34–1   | Marcos Geraldo           | KO   | 1 (10), 1:48  | 1982-02-27 | The Aladdin, Las Vegas, Nevada                       |                                                                             |
| Victoria                                                        | 33–1   | Ernie Singletary         | UD   | 10            | 1981-12-11 | Queen Elizabeth Sports Centre, Nassau                |                                                                             |
| Derrota                                                         | 32–1   | Sugar Ray Leonard        | TKO  | 14 (15), 1:45 | 1981-09-16 | Caesars Palace, Las Vegas, Nevada                    | Pierde título mundial AMB y pelea por título CMB y The Ring peso wélter.    |
| Victoria                                                        | 32–0   | Pablo Báez               | TKO  | 4 (15), 2:10  | 1981-06-25 | Astrodome, Houston, Texas                            | Retiene título mundial AMB peso wélter.                                     |
| Victoria                                                        | 31–0   | Randy Shields            | TKO  | 12 (15), 3:00 | 1981-04-25 | Arizona Veterans Memorial Coliseum, Phoenix, Arizona | Retiene título mundial AMB peso wélter.                                     |
| Victoria                                                        | 30–0   | Luis Primera             | KO   | 6 (15), 2:00  | 1980-12-06 | Joe Louis Arena, Detroit, Míchigan                   | Retiene título mundial AMB peso wélter.                                     |
| Victoria                                                        | 29–0   | José Cuevas              | TKO  | 2 (15), 2:39  | 1980-08-02 | Joe Louis Arena, Detroit, Míchigan                   | Gana título mundial AMB peso wélter.                                        |
| Victoria                                                        | 28–0   | Eddie Gazo               | KO   | 1 (10), 2:41  | 1980-05-03 | Cobo Hall, Detroit, Míchigan                         |                                                                             |
| Victoria                                                        | 27–0   | Santiago Valdez          | TKO  | 1 (10), 2:56  | 1980-03-31 | Caesars Palace, Las Vegas, Nevada                    |                                                                             |
| Victoria                                                        | 26–0   | Ángel Espada             | TKO  | 4 (12)        | 1980-03-02 | Joe Louis Arena, Detroit, Míchigan                   | Gana título vacante USBA peso wélter.                                       |
| Victoria                                                        | 25–0   | Jim Richards             | KO   | 3 (10)        | 1980-02-03 | Caesars Palace, Las Vegas, Nevada                    |                                                                             |
| Victoria                                                        | 24–0   | Mike Colbert             | UD   | 10            | 1979-11-30 | Superdome, New Orleans, Louisiana                    |                                                                             |
| Victoria                                                        | 23–0   | Saensak Muangsurin       | TKO  | 3 (10), 2:31  | 1979-10-18 | Olympia Stadium, Detroit, Míchigan                   |                                                                             |
| Victoria                                                        | 22–0   | Jose Figueroa            | KO   | 3 (10), 1:17  | 1979-09-22 | Sports Arena, Los Ángeles, California                |                                                                             |
| Victoria                                                        | 21–0   | Inocencio Mao De la Rosa | RTD  | 2 (10)        | 1979-08-23 | Cobo Arena, Detroit, Míchigan                        |                                                                             |
| Victoria                                                        | 20–0   | Bruce Curry              | RTD  | 3 (10), 2:59  | 1979-06-28 | Olympia Stadium, Detroit, Míchigan                   |                                                                             |
| Victoria                                                        | 19–0   | Harold Weston            | RTD  | 6 (12)        | 1979-05-20 | Dunes Hotel, Las Vegas, Nevada                       |                                                                             |
| Victoria                                                        | 18–0   | Alfonso Hayman           | UD   | 10            | 1979-04-03 | The Spectrum, Filadelfia (Pensilvania)               |                                                                             |
| Victoria                                                        | 17–0   | Segundo Murillo          | TKO  | 8 (10), 2:25  | 1979-03-03 | Olympia Stadium, Detroit, Míchigan                   |                                                                             |
| Victoria                                                        | 16–0   | Sammy Ruckard            | TKO  | 8             | 1979-01-31 | Saginaw, Míchigan                                    |                                                                             |
| Victoria                                                        | 15–0   | Clyde Gray               | TKO  | 10 (10)       | 1979-01-11 | Olympia Stadium, Detroit, Míchigan                   |                                                                             |
| Victoria                                                        | 14–0   | Rudy Barro               | TKO  | 4 (10)        | 1978-12-09 | Cobo Arena, Detroit, Míchigan                        |                                                                             |
| Victoria                                                        | 13–0   | Pedro Rojas              | TKO  | 1 (10), 1:09  | 1978-10-26 | Olympia Stadium, Detroit, Míchigan                   |                                                                             |
| Victoria                                                        | 12–0   | Bruce Finch              | TKO  | 3 (10), 2:01  | 1978-09-07 | Detroit, Míchigan                                    |                                                                             |
| Victoria                                                        | 11–0   | Eddie Marcelle           | KO   | 2, 2:59       | 1978-08-03 | Detroit, Míchigan                                    |                                                                             |
| Victoria                                                        | 10–0   | Raul Aguirre             | KO   | 3             | 1978-07-20 | Detroit, Míchigan                                    |                                                                             |
| Victoria                                                        | 9–0    | Jimmy Rothwell           | KO   | 1 (10)        | 1978-06-08 | Olympia Stadium, Detroit, Míchigan                   |                                                                             |
| Victoria                                                        | 8–0    | Tyrone Phelps            | KO   | 3             | 1978-03-31 | Saginaw, Míchigan                                    |                                                                             |
| Victoria                                                        | 7–0    | Ray Fields               | TKO  | 2             | 1978-03-17 | Detroit, Míchigan                                    |                                                                             |
| Victoria                                                        | 6–0    | Billy Goodwin            | TKO  | 2             | 1978-02-17 | Saginaw, Míchigan                                    |                                                                             |
| Victoria                                                        | 5–0    | Robert Adams             | KO   | 3             | 1978-02-10 | Detroit, Míchigan                                    |                                                                             |
| Victoria                                                        | 4–0    | Anthony House            | KO   | 2             | 1978-01-29 | Knoxville, Tennessee                                 |                                                                             |
| Victoria                                                        | 3–0    | Willie Wren              | KO   | 3             | 1977-12-16 | Detroit, Míchigan                                    |                                                                             |
| Victoria                                                        | 2–0    | Jerry Strickland         | KO   | 3 (6)         | 1977-12-07 | Mount Clemens, Míchigan                              |                                                                             |
| Victoria                                                        | 1–0    | Jerome Hill              | KO   | 2 (4)         | 1977-11-25 | Detroit, Míchigan                                    | Debut Profesional.                                                          |